# Ultraleichtfluggelände Morschenich

i7
i11
i13
Das Ultraleichtfluggelände Morschenich liegt im Ortsteil Bürgewald der Gemeinde Merzenich im Kreis Düren in Nordrhein-Westfalen. Der Platzhalter und Betreiber ist der UL-Aero-Club Morschenich e. V.

## Lage
Das Ultraleichtfluggelände liegt etwa 9 km nordöstlich des Zentrums von Düren am Südrand des Tagebaus Hambach.

## Flugbetrieb
Das Ultraleichtfluggelände besitzt eine Betriebsgenehmigung für dreiachsgesteuerte Ultraleichtflugzeuge, Trikes und Gleitschirme. Es ist mit einer 350 m langen und 20 m breiten Start- und Landebahn aus Gras (Richtung 07/25) ausgestattet. Nicht am Platz ansässige Luftfahrzeuge benötigen eine vorherige Genehmigung des Platzhalters, um in Morschenich starten und landen zu dürfen (PPR).

## Geschichte
Der UL-Aero-Club Morschenich e. V. wurde am 14. September 1986 gegründet. Das Ultraleichtfluggelände Morschenich wurde ursprünglich im Mai 1987 über eine Außenstart- und -landegenehmigung nach § 25 LuftVG genehmigt. Es wurde am 9. November 1987 offiziell eingeweiht. Es ist inzwischen als Sonderlandeplatz nach § 6 LuftVG zugelassen.